# Baianópolis
Baianópolis é um município brasileiro do estado da Bahia. Sua população estimada em 2024 era de 14 110 habitantes.
A cidade localiza-se a 817 km da capital Salvador e a 63 km de Barreiras, que é a principal cidade do oeste baiano.

## Demografia
No ano de 2021 a população da região atingiu cerca de 13.979 pessoas, apresentando um aumento em relação a 2010, que era de 13.850 pessoas.

### Religião
Em 2010 a maior parte da população era constituída praticantes da religião católica.

## Economia
A agropecuária e o artesanato são a base da economia do município. O artesano se destaca pela pintura manual em tecidos, bordados em tapetes e almofadas (em barbante e ponto cruz), além da confecção de esteiras, balaios e cestos produzidos com palhas e folhagens típicas da região.

## Infraestrutura

### Saneamento Básico
Em 2010 apenas 10% dos domicílios possuíam esgotamento sanitário adequado.

### Educação
O município possuiu 16 instituições educacionaos de ensino fundamental e 2 de ensino médio.
No ano de 2021 as instituições contavam com 115 docentes no ensino fundamental e 20 no ensino médio. No mesmo ano, 2.015 crianças foram matriculadas no ensino fundamental e 602  adolescentes e jovens no ensino médio.
Em 2022, a administração municipal investiu na reforma e ampliação da escola municipal Castelo Branco, que atende crianças de 3 a 5 anos do ensino fundamental, mantendo o projeto de alfabetização e serviço de alimentação escolar. Essa obra foi entregue em 23/09/22, pelo prefeito (Jandira Soares Silva Xavier).

### Saúde
Em 2009 o município possuía 6 equipamentos públicos de saúde. 

## Cultura
O município adota como identidade cultural as representações da identidade nordestina, como o cangaceiro e sertanejo, presente também nas apresentações de teatros, danças, bandas musicais, além da capoeira e das comidas típicas. O festejos religioso também são elementos da cultura popular local, como as crenças e as festa dos Padroeiros comemoradas com rezas. A festa do divino, realizada na zona rural, tem momentos de devoção e de folia, como as apresentações de samba e forró. O município também se destaca culturalmente durante os festejos juninos.